# Bruderhof (Hutterer)

Hutterischer Bruderhof in der Slowakei

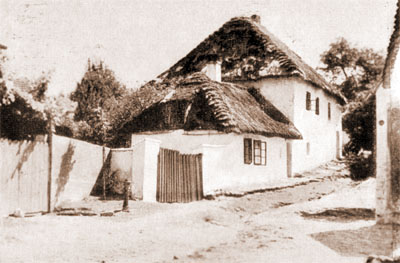
Bruderhof in Bergen um 1935

Bruderhof oder Haushabe bezeichnet die kommunitären Höfe und Siedlungen der Hutterer in Mittel- und Osteuropa. Die heute in Nordamerika bestehenden hutterischen Siedlungen werden meist als Kolonien (Colonies) bezeichnet.
Die Hutterer sind eine in der Reformationszeit entstandene protestantisch-täuferische Glaubensgemeinschaft, deren Gemeinden bis heute durch das Prinzip der Gütergemeinschaft nach dem Vorbild der Gütergemeinschaft der Jerusalemer Urgemeinde gekennzeichnet sind.

## Geschichte
Die erste kommunitär verfasste Täufergemeinde entstand bereits 1528 im mährischen Austerlitz. Von hier aus übersiedelte drei Jahre später eine Gruppe Tiroler Täufer ins nahe Auspitz, dessen Gemeinde schließlich zur Keimzelle der nach Jakob Hutter benannten hutterischen Bewegung werden sollte. Neben den Hutterern bestanden im 16. Jahrhundert mit den Austerlitzer Brüdern, den Philippern und den Gabrielern zeitweise noch weitere kommunitär verfasste Täufergruppen. Auch die frühen Schweizer Täufer bekannten sich zu dem in der Apostelgeschichte formulierten christlichen Gemeinschaftsideal, bildeten jedoch keine Gemeinschaftssiedlungen aus, wie dies in der mährischen Täuferbewegung der Fall gewesen ist.
In Mähren bestanden zeitweise an die 80 hutterische Bruderhöfe. Schon 1540 gab es in Mähren etwa doppelt so viele hutterische Gemeinden wie nichtkommunitäre Täufergemeinden. Mit dem Beginn der gewaltsamen Rekatholisierung im frühen 17. Jahrhundert begann für die Hutterer eine Zeit der Wanderschaft, die sie über die Slowakei, Siebenbürgen, die Walachei und die Ukraine bis nach Nordamerika führte. Viele hutterische Höfe wurden im Verlauf der neuzeitlichen Kriege geplündert oder ganz zerstört.

## Beschreibung
Die Bruderhöfe bestanden meist aus einem zentralen weiß getünchten Wohngebäude und einer größeren Anzahl von Wirtschaftsgebäuden wie Ställen, Scheunen, Mühlen und Werkstätten. Ein Bruderhof in der Slowakei bestand beispielsweise aus nicht weniger als 47 Gebäuden. Das Wohnhaus umfasste oft mehrere Stockwerke. Im Erdgeschoss befanden sich ein größerer Speiseraum, die Küche und Räume zum Waschen, Weben und Spinnen. Für werdende Mütter gab es einen Mutterschaftsraum. Das Erdgeschoss bot oft auch Platz für einen Kindergarten, eine Schule und die Gottesdienste am Sonntag. Eine separate Kapelle war meist nicht vorhanden. In den oberen Stockwerken befanden sich die Schlafräume (Örtel genannt), in denen oft ganze Familien zusammen lebten. Jugendliche besaßen jedoch eigene Schlafräume. Das Dach war hoch und steil konstruiert, um so mehr Platz zu bieten. Die Abdeckung bestand aus feuerfestem Strohlehm. Die einzelnen Häuser waren meist um einen zentralen Platz angeordnet.
Die Höfe waren bemüht als autarke Gemeinschaften existieren zu können. Es gab dementsprechend neben der Landwirtschaft auch Ärzte und mehrere Werkstätten (Manufakturen genannt) von zum Beispiel Sattlern und Schuhmachern, Tischlern, Töpfern, Schmieden und Kürschnern. Besonders die auf den hutterischen Höfen produzierten Fayencen (Habanerfayencen) genossen in der frühen Neuzeit ein großes Renommee. Auch feine Wolltuche und Leinenstoffe waren geschätzt. Zum Teil gab es auch namhafte hutterische Bierbrauereien und Weingüter. Einige Bewohner arbeiteten auch außerhalb der Bruderhöfe auf umliegenden Gütern. Verwaltet wurden die Bruderhöfe durch einen Diener der Notdurft. Dieser war auch für Ankauf und Verkauf von Produkten zuständig. Bei größeren Entscheidungen wie dem Neubau von Häusern oder Landkauf musste die gesamte Gemeinde einbezogen werden. Die Prediger eines Bruderhofes wurden entsprechend als Diener des Wortes bezeichnet. Verwalter und Prediger bildeten zusammen die Führung eines Hofes.
Die einzelnen Höfe wurden von zwischen 200 und 400 Personen bewohnt. In einzelnen Fällen sollen auch bis zu 600 Personen auf einem Bruderhof gelebt haben. Die heutigen hutterischen Siedlungen bestehen dagegen selten aus mehr als 150 Personen. Die Angaben über die Anzahl der Brüderhöfe schwanken. In Mähren (1528–1622) bestanden um das Jahr 1600 74 Höfe. In der Slowakei (1546–1762) wird es nicht mehr als 20 hutterische Höfe gegeben haben. In Siebenbürgen (1621–1767) bestanden drei Bruderhöfe. Die Höfe bildeten meist noch keine selbstständigen Siedlungen wie heute in Nordamerika, sondern befanden sich größtenteils noch innerhalb bestehender Ortschaften. Erst in der Ukraine entstanden eigene hutterische Siedlungen, die nach dem Vorbild benachbarter mennonitischer Siedlungen aufgebaut waren.

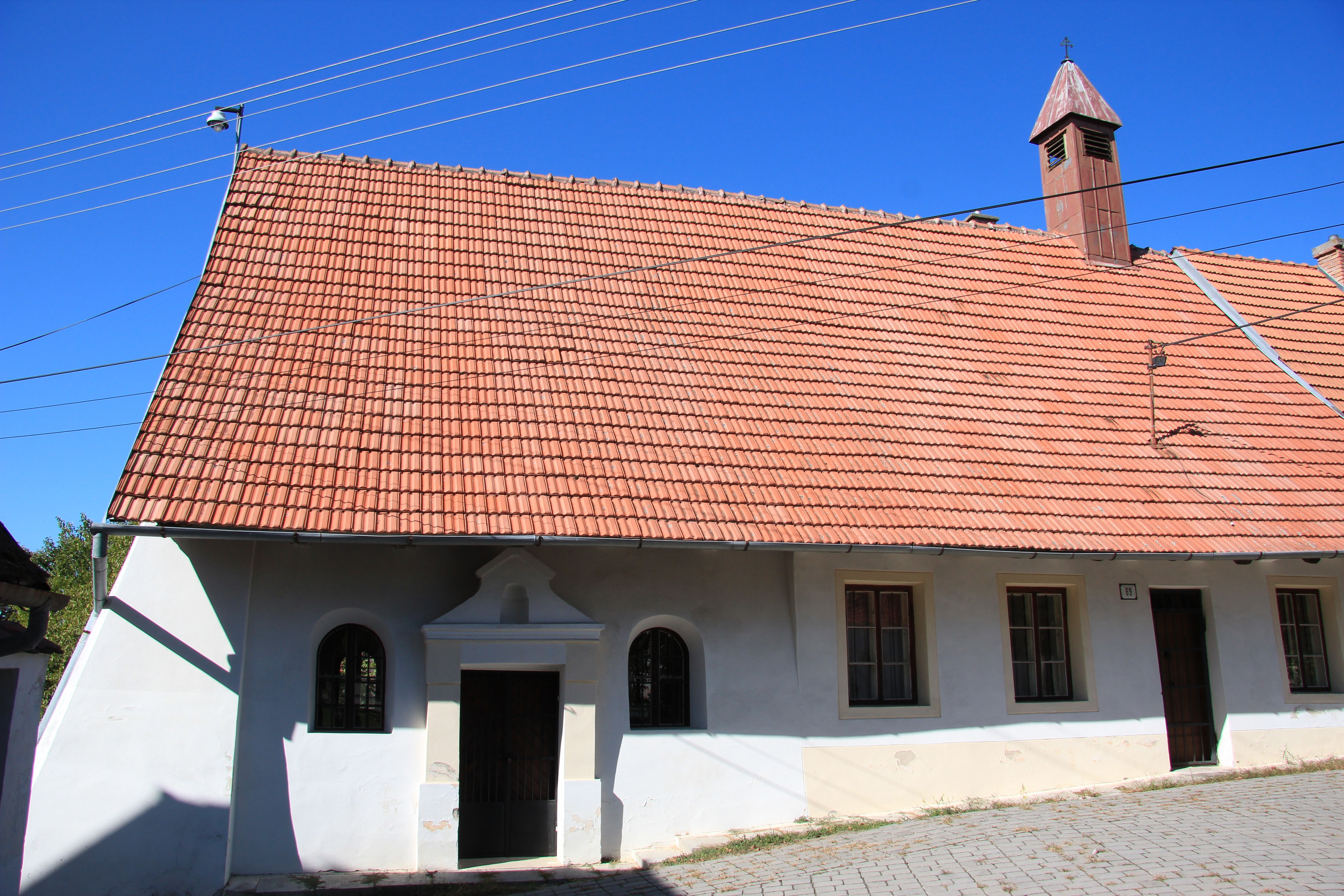
Bethaus des früheren hutterischen Bruderhofes (Habanerhof) im slowakischen Großschützen

Im slowakischen Veľké Leváre (deutsch Großschützen) ist noch ein Großteil eines 1592 gegründeten Bruderhofes vorhanden. Der Habanerhof wurde 1972 zum architektonischen Denkmal erklärt. In einem der Häuser befindet sich heute ein Museum.
In Europa finden sich heute Bruderhöfe in England und Deutschland.